# Kid Francis
Kid Francis, né Francesco Buonagurio le 7 octobre 1907  à Marseille et mort le 16 avril 1945 à Trossin en Saxe, est un boxeur français.

## Biographie

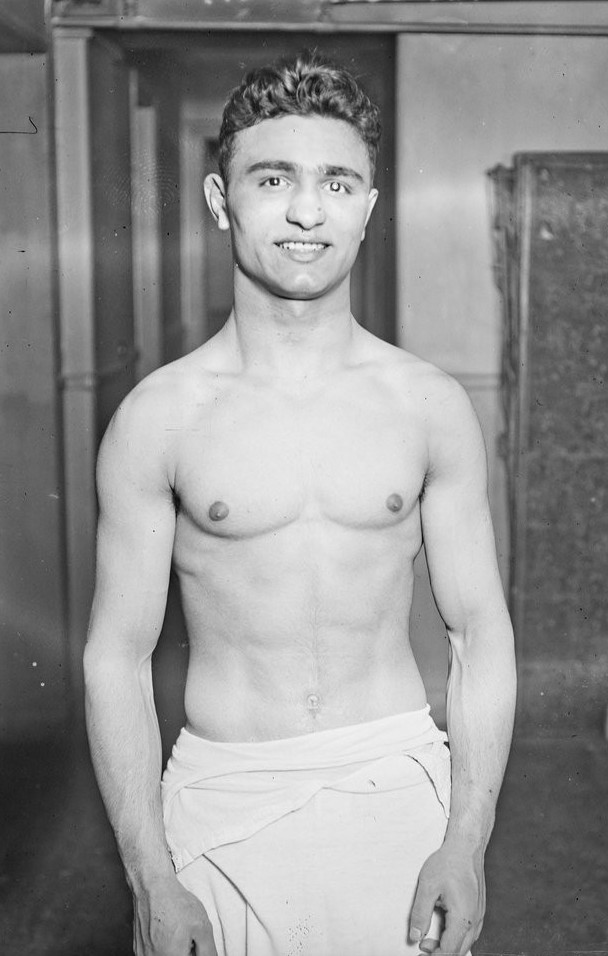
Le boxeur Kid Francis en 1925.

Francesco Buonagurio grandit à Marseille, découvre la boxe en vivant en Argentine où il boxe en 1924. En 1925, à Paris, Kid Francis bat André Routis dans un combat pour le championnat de France des coq alors qu'il était déjà sacré champion tricolore après la pesée manquée de son adversaire. L'année suivante, il échoue à remporter le championnat d’Europe face au Belge Henri Scillie à Bruxelles. En janvier 1927, il entame une tournée en Argentine et aux États-Unis qui prend fin en février 1929. De retour à Paris, il fait match nul avec Émile Pladner et bat Fidel LaBarba. En 1930, Kid Francis, son manager et son soigneur sont accusés devant les juges correctionnels de Marseille d'escroquerie et complicité pour avoir battu en deux rounds un adversaire, Georgie Mack, qui était un imposteur. Après cette affaire dont il est finalement acquitté — son manager est condamné seul —, il retourne aux États-Unis où il boxe de septembre 1930 à février 1932. 
En juillet 1932, les gangsters Ventura Carbone et Francesco Spirito incitent le directeur des arènes du Prado à y organiser le championnat du monde des coq entre le Marseillais et Panama Al Brown. Au fil des rounds, que Brown domine, les deux juges sentent un canon de revolver enfoncé dans leurs côtes. À la fin du combat, le bulletin du juge américain, donnant la victoire au Panaméen, lui est arraché des mains, le juge français court se réfugier au vestiaire, tandis que l’arbitre italien, craignant pour sa vie, préfère voter pour Francis,,. Aucune décision n’est rendue, ce qui permet de sauver l’argent des paris sur Francis. La Fédération française de boxe ouvre une enquête qu’elle transmet à la Fédération internationale, laquelle proclame Brown vainqueur. 
En 1934, Francis est battu par Brown à Paris et affronte deux nouvelles fois Pladner. Après sa carrière pugilistique, il aurait ouvert un gymnase et un restaurant, sans succès, avant de devenir garçon de café. En 1943, alors qu’il vit seul avec son fils de trois ans à Marseille, il est arrêté par les Allemands lors d’une rafle. Déporté à Auschwitz et obligé de disputer des combats, il y meurt.